# Rifugio Agario
Il rifugio Agario è situato su un pendio posto a 1561 m rivolto verso la Val Veddasca e i villaggi di Curiglia con Monteviasco. Si trova nei pressi del passo di Agario.

## Caratteristiche e informazioni
Il rifugio è in muratura; all'interno sono disponibili 3 posti letto, e l'occorrente per cucinare pasti caldi, mentre i servizi igienici si trovano all'esterno.
Il percorso principale per raggiungerlo sale da Breno, ed è praticabile in circa 2 ore.